# آسواگا
آسواگا (به اسپانیایی: Azuaga) یک شهرستان در اسپانیا است که در استان باداخس واقع شده‌است.

## خصوصیات
آسواگا ۴۹۷٫۹ کیلومترمربع مساحت و ۸٬۳۰۳ نفر جمعیت دارد و ۵۹۳ متر بالاتر از سطح دریا واقع شده‌است.